# Museu Arqueològic de Thera
El Museu Arqueològic de Thera és un museu grec situat a l'illa de Santorí, a l'arxipèlag de les Cíclades. Cal distingir-lo del Museu de Prehistòria de Thera.
Es va construir un primer edifici per al museu arqueològic al 1902, però va resultar danyat per un terratrèmol al 1956, i és per això que al 1960 se'n va construir un altre, que és la seu actual del museu.

El museu conté una col·lecció d'objectes que abasten períodes compresos sobretot entre l'època arcaica i la romana, tot i que també hi ha algunes peces de l'edat del bronze. S'hi troba escultures, atuells de ceràmica i inscripcions epigràfiques. Molts en procedeixen de l'antiga necròpoli de Thera.

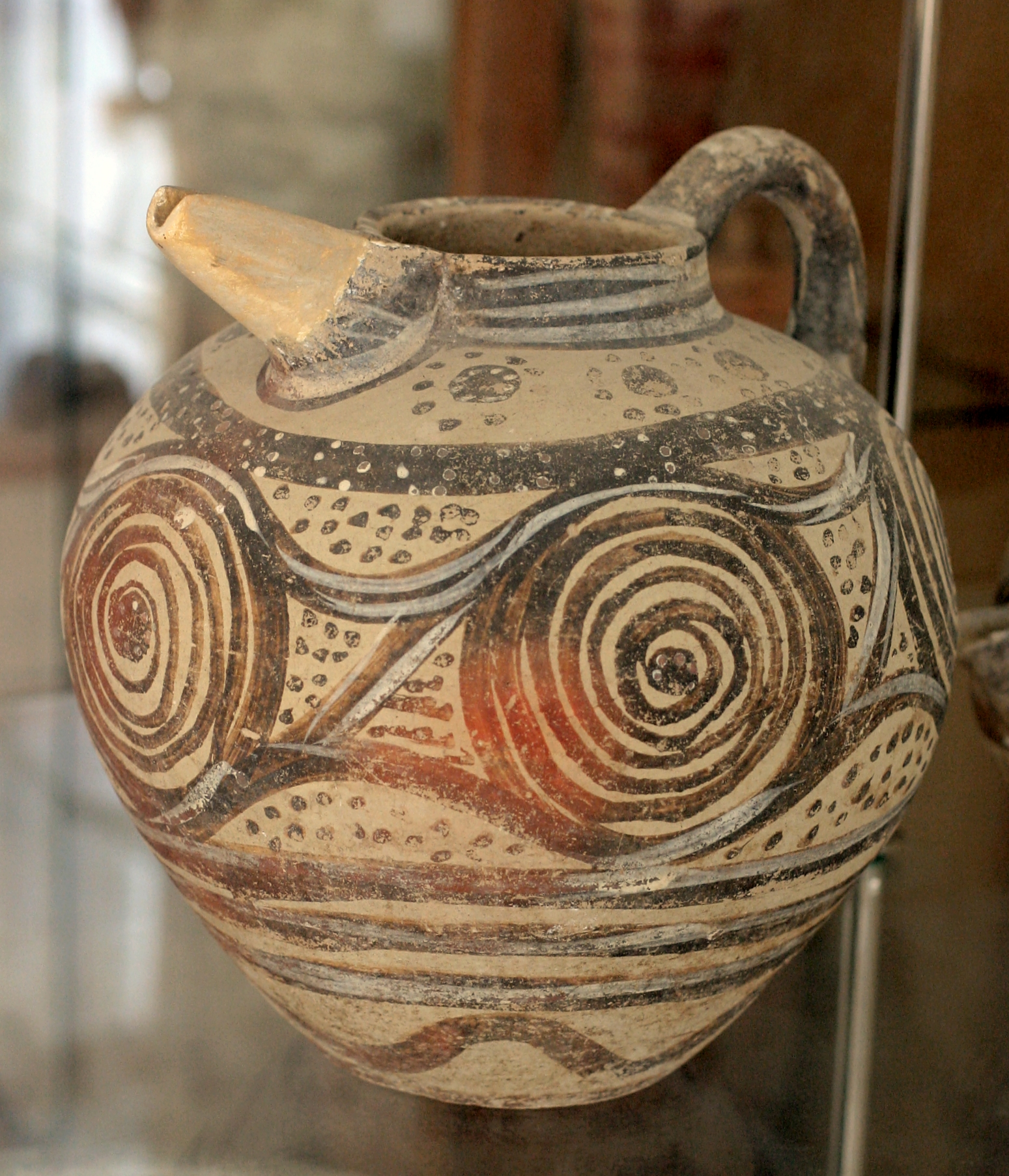
Peça de ceràmica del segle XVII ae
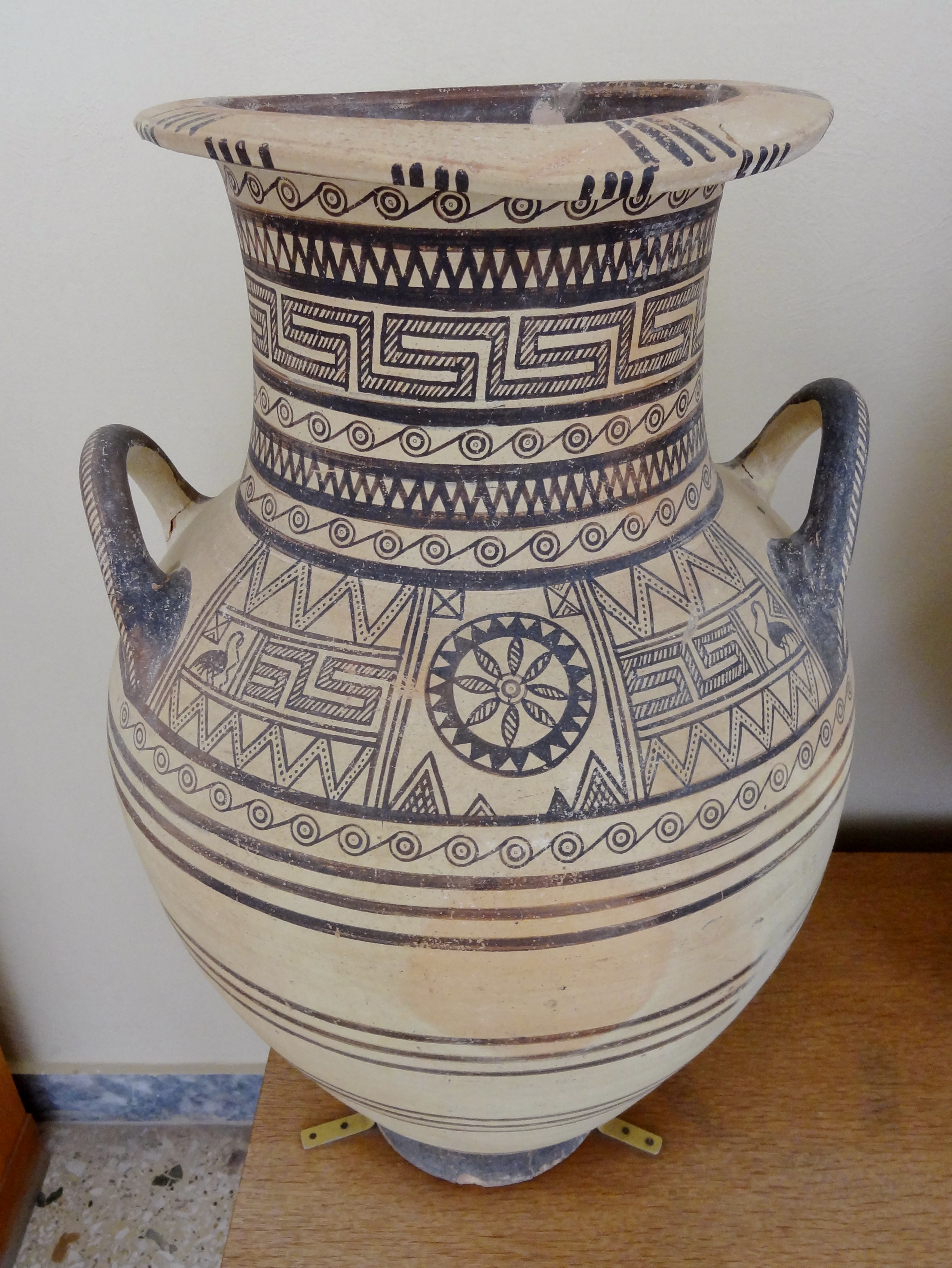
Peça de ceràmica del període geomètric
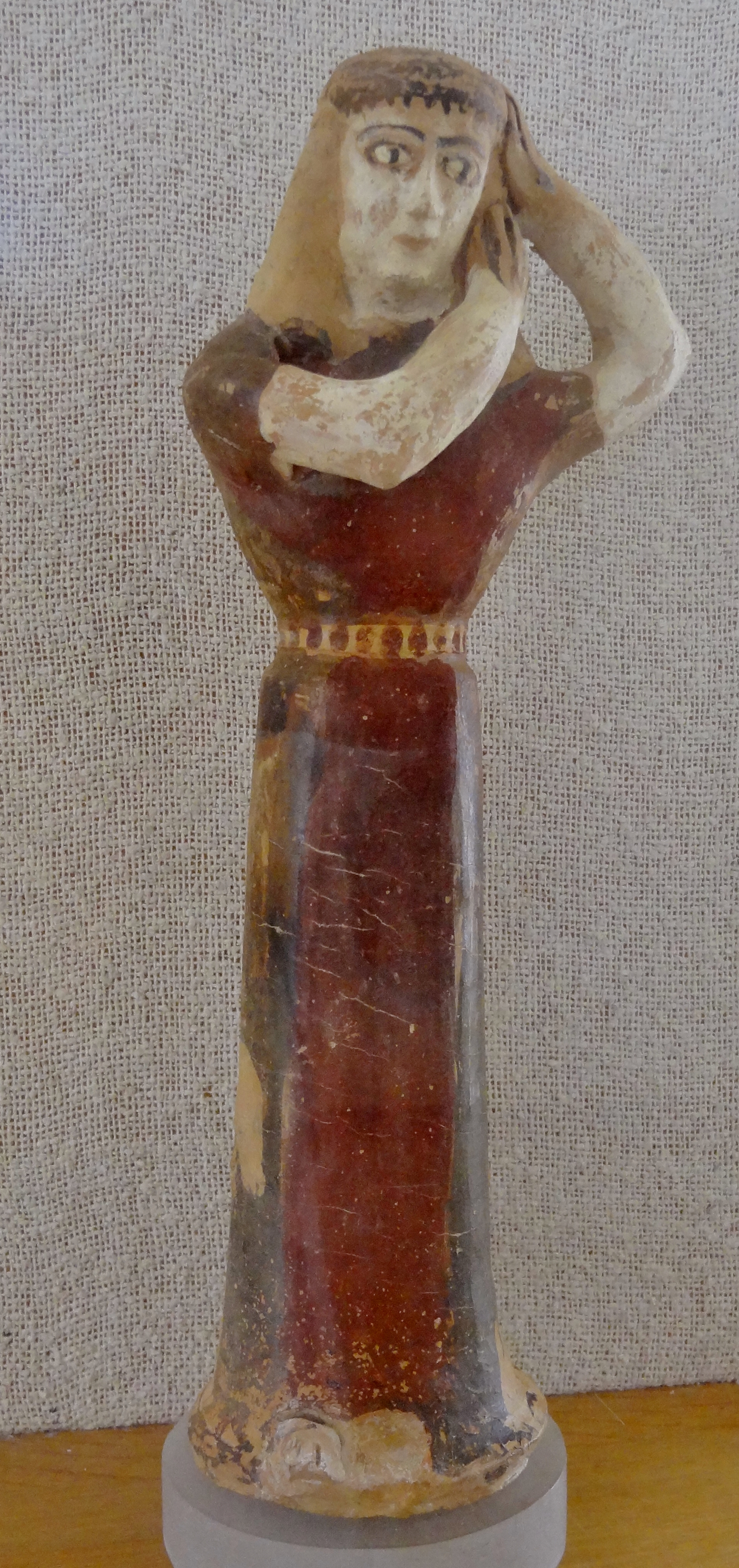
Estatueta d'argila del segle VII ae
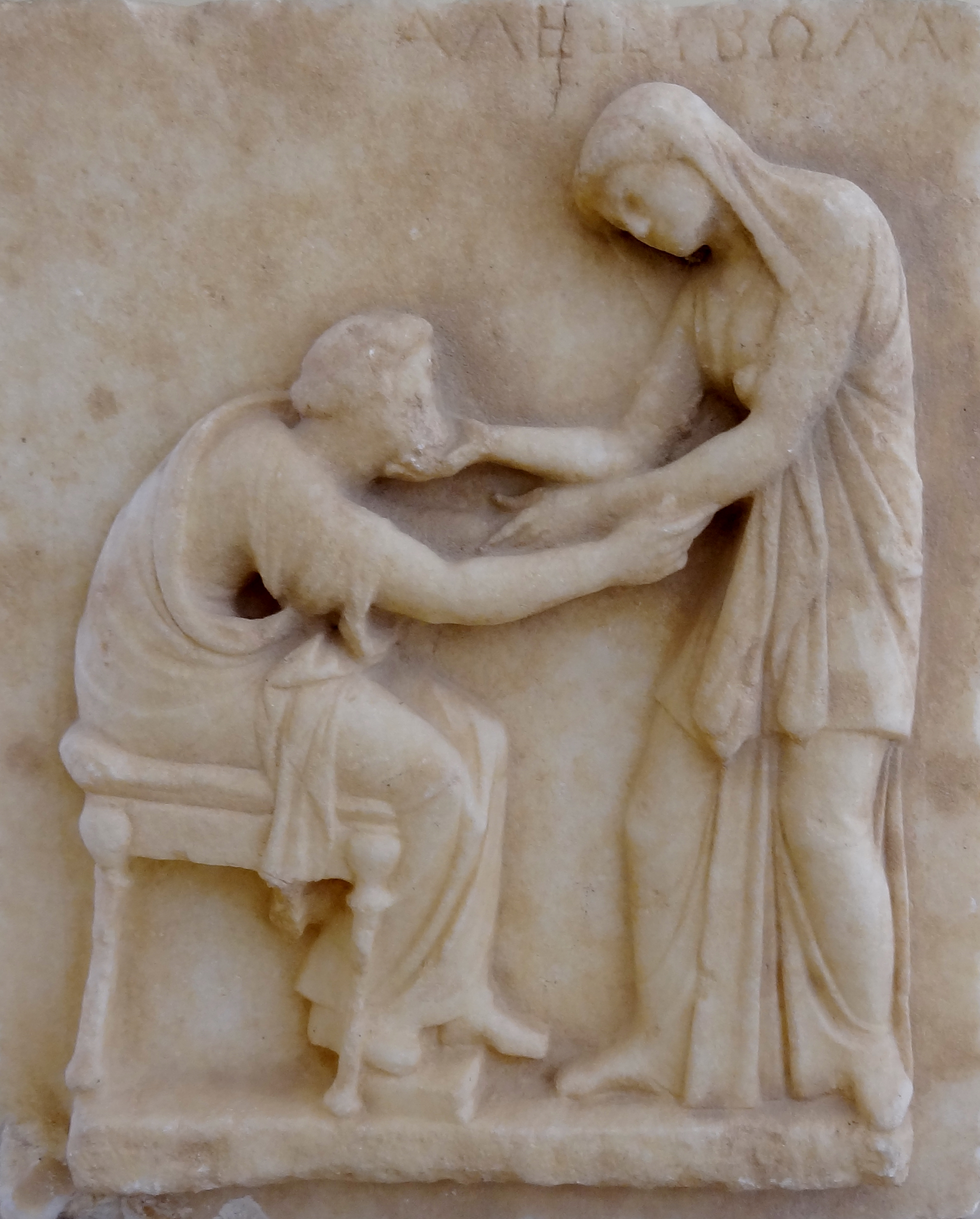
Estela funerària de principis del segle III ae